# Peter Eichenberger
Peter Eichenberger (* 30. März 1939 in Zollikofen; † 5. Juni 2023) war ein Schweizer FDP-Politiker und pensionierter Militärarzt.
Eichenberger war Spezialarzt FMH für Innere Medizin und war vor dem Militärdienst in Spitälern und in der eigenen Praxis tätig. Bei der Schweizer Armee war er im Dienstgrad Divisionär von 1989 bis 2001 Oberfeldarzt der Armee.
Als Politiker war er bereits von 1972 bis 1981 Mitglied im Grossen Gemeinderat von Zollikofen und nach seiner Zurruhesetzung vom April 2005 bis Mai 2006 Mitglied des Grossen Rates des Kantons Bern.
Eichenberger war Vizepräsident der Ärztegesellschaft des Kantons Bern und ab 1991 Präsident der Rotkreuzstiftung Lindenhof. Er war verheiratet und Vater dreier Töchter.